# Camiac-et-Saint-Denis
 Camiac-et-Saint-Denis  es una población y comuna francesa, situada en la región de Aquitania, departamento de Gironda, en el distrito de Libourne y cantón de Branne.

## Demografía
| 221 | 212 | 187 | 220 | 232 | 255 |
| Para los censos de 1962 a 1999 la población legal corresponde a la población sin duplicidades (Fuente: INSEE [Consultar]) |     |     |     |     |     |